# Abbaye de Saint-Bernard-sur-l'Escaut
Pour les articles homonymes, voir Abbaye Saint-Bernard (homonymie) et Saint-Bernard.
L'abbaye de Saint-Bernard-sur-l'Escaut ou de Lieu-Saint-Bernard est un établissement monastique fondé en 1243 par des moines venus de l'abbaye de Villers-la-Ville et supprimé en 1797 à la suite de l'invasion française de 1794.
L'emplacement choisi pour y implanter cette abbaye cistercienne est un site en bordure de l'Escaut, à l'embouchure de la petite rivière Vliet, sur le territoire de l'actuelle commune de Hemiksem, dans la province d'Anvers. Son nom fait référence à Bernard de Clairvaux.
Les moines furent les premiers à exploiter l'argile présent sur les rives de la rivière Rupel proche, commençant ainsi, dès le XIIIe siècle, l'activité briquetière qui restera indissociable de la région jusque dans les années 1960.
La disparition officielle de l'abbaye en 1797 s’accompagna par la vente de ses biens comme biens nationaux, tandis que les moines dispersés allaient effectuer du service pastoral dans les Pays-Bas. En 1833, dans l'impossibilité de revenir à Hemiksem, les religieux acquirent en lieu et place les bâtiments de l'abbaye Saint-Bernard de Bornem, pour y rétablir une vie monastique.
À Hemiksem, les bâtiments du monastère, utilisés pendant un temps comme domaine militaire, furent classés au titre des monuments historiques en 1973, avant de devenir la propriété de la commune en 1988. Ils hébergeront ensuite un service administratif, des appartements pour personnes âgées, un musée d'histoire locale et un musée consacré à la céramique et à la poterie.

## Histoire

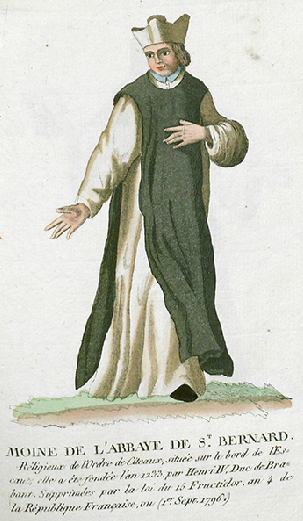
Moine de l'Abbaye de St. Bernard.

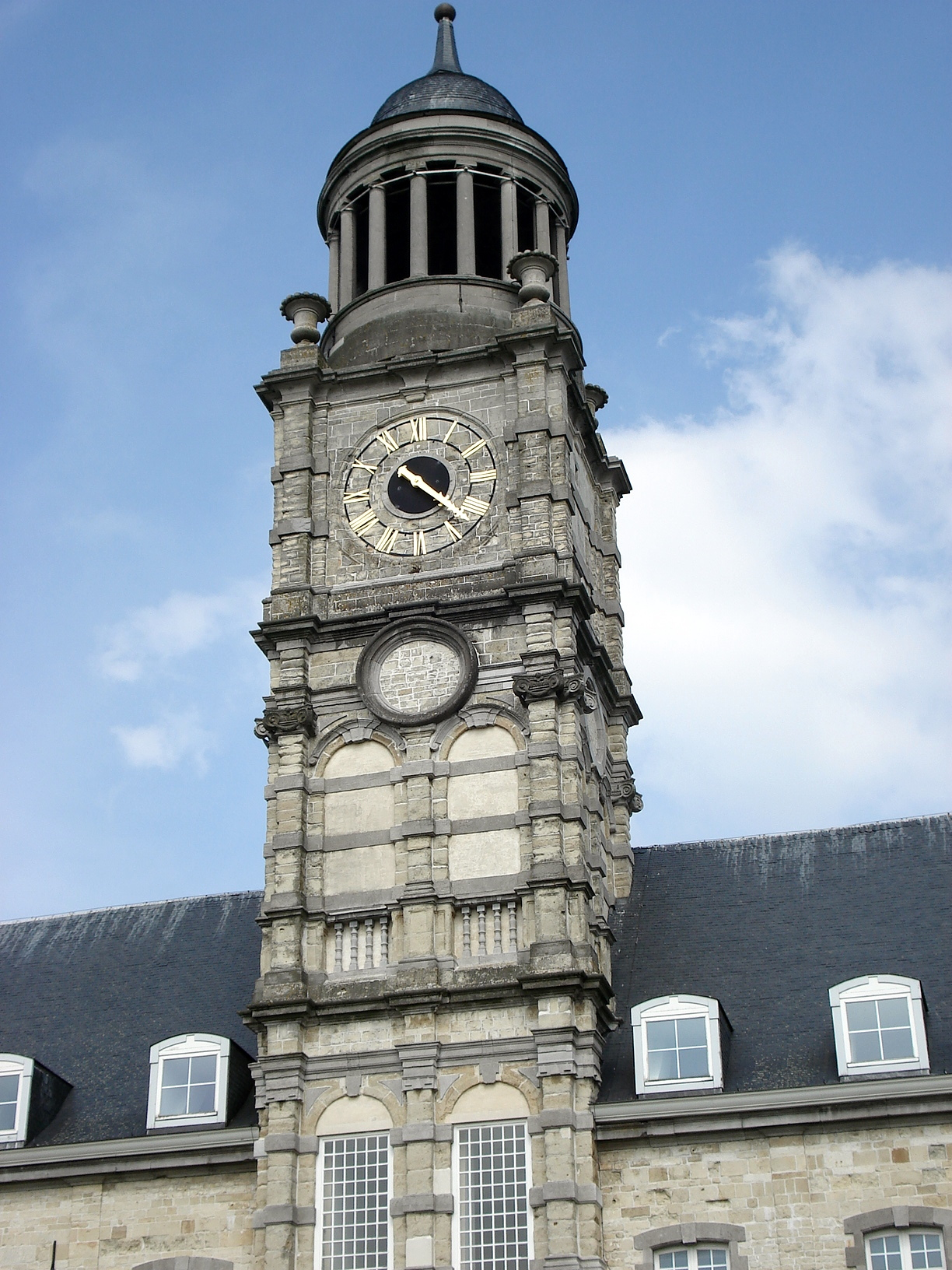
Vue rapprochée de la tour de la façade occidentale.

### Fondation
L'abbaye de Saint-Bernard-sur-l'Escaut ou de Lieu-Saint-Bernard, abbaye cistercienne, à laquelle le village de Hemiksem est redevable de son existence, fut nommée d’après Bernard de Clairvaux et doit son origine principalement aux libéralités de Henri Ier de Brabant (1190-1235) et de Henri II de Brabant (1235-1248).
Des moines sont venus de l'abbaye de Villers-en-Brabant pour constituer un essaim à Vremde en 1237, puis se sont établis, en 1146, près de Lierre. Ils choisirent, en 1246, l'emplacement définitif de leur abbaye à Hemiksem (anciennement écrit Hemixem), à 8 km au sud d'Anvers, sur la rive droite de l'Escaut, l'ancienne implantation à Vremde étant peu commode du fait de la proximité des marais et du manque d'eau potable.
L'abbaye joue un rôle important dans le défrichement et met en culture plus de 2 000 ha de bruyères à la fin du XIIIe siècle. L’abbaye a été consacrée par le pape Urbain IV. Un document de 1330 fait état de la présence de 39 moines-prêtres et de 40 frères convers. En 1559, à la création de l'évêché d'Anvers, les revenus de l'abbaye furent attribués au nouveau diocèse,.
Les moines, soumis de fait à l'autorité de l'évêché, élurent tout de même un abbé (abbé Van Thielt) qui dut s'enfuir à Delft, trois ans après, pour mourir misérable. En 1636, le droit d'élire leur abbé fut rendu aux religieux, contre le versement de la moitié de leurs revenus à la mense épiscopale. En 1649, l'abbaye retrouva son autonomie et dès lors l'évêque cessait d’être l'abbé du monastère.

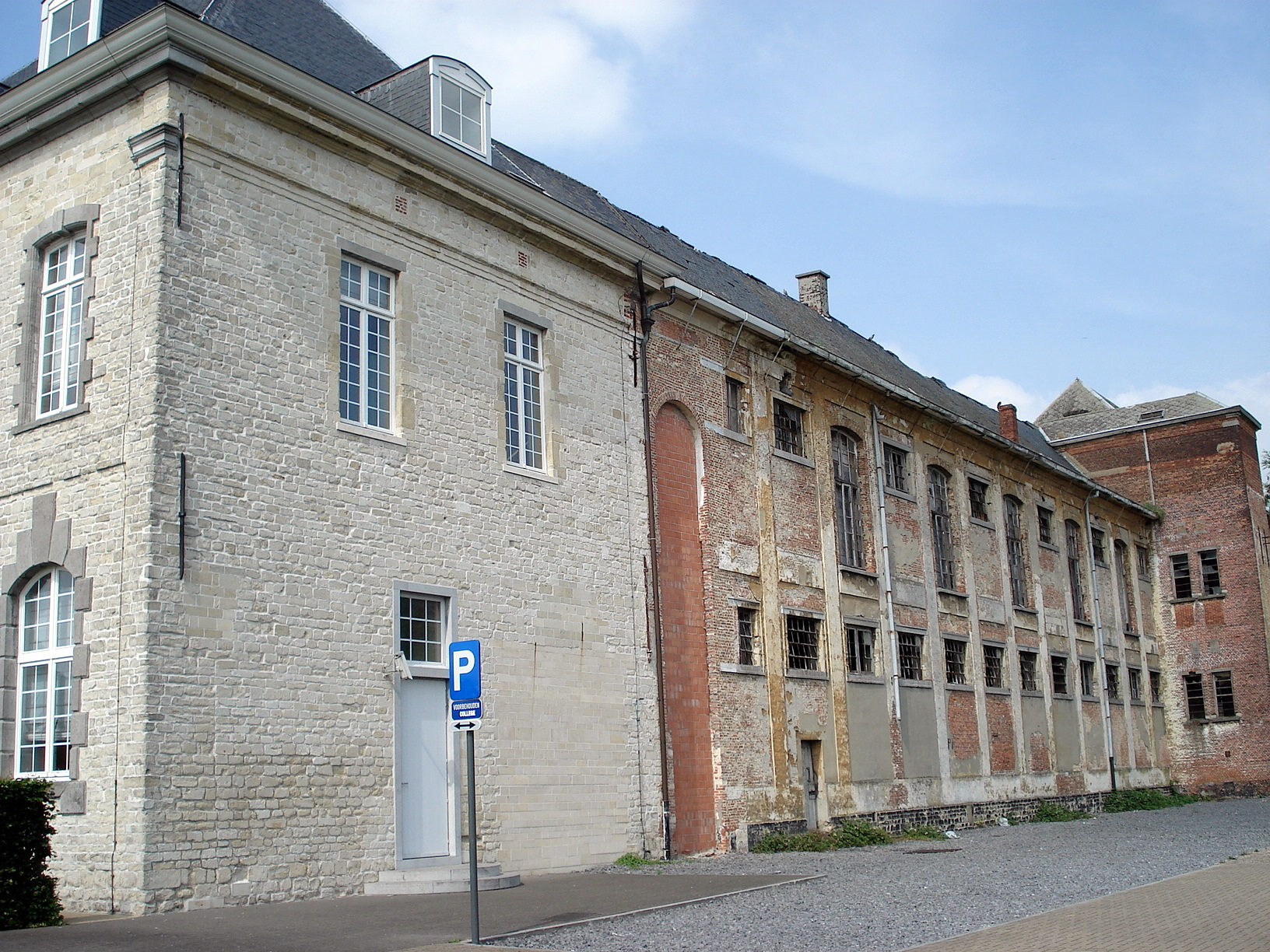
L’aile sud.

### Expansion et industrie de la brique
Le vaste domaine appartenant à l’abbaye s’étendait autour du confluent de la petite rivière Vliet et de l’Escaut. Entre cette rivière et l’abbaye, les moines aménagèrent un bassin pour le chargement de marchandises. Il y a lieu de penser que les moines furent les premiers à exploiter en vue de la fabrication de briques l’argile présent sur les rives de la rivière Rupel proche, et d’être ainsi, dès le XIIIe siècle, à l’origine de l’activité briquetière qui restera indissociable de la région jusque dans les années 1960.[Interprétation personnelle ?] Le terme local de papesteen, désignant un type de briques, porte témoignage du rôle de l’abbaye dans la naissance de cette industrie. C’est du reste avec des briques qu’ils avaient fabriquées eux-mêmes que les moines érigèrent leur abbaye.
Les événements de la deuxième moitié du XVIe siècle, période troublée pour le clergé catholique, qui vit en particulier l’installation d’un régime calviniste dans la région, contraignirent en 1578 les moines à abandonner temporairement l’abbaye, qui fut ravagée par un incendie (sans doute criminel) en 1582, avant de la reconstruire en 1612. Un nouvel incendie survint en 1672. Rebâtie vers  1726, l'abbaye connut une nouvelle ère de prospérité jusqu'à sa fermeture à la Révolution française.

### Révolution française
Selon Émile Poumon, les bâtiments de l'abbaye d'Hemiksem furent vendus le 1er février 1794 pour 100 000 francs au général français commandant Anvers ; ces bâtiments furent alors cédés au gouvernement local.
La suppression des maisons religieuses dites 'inutiles' à la suite de la Révolution française entraîna la disparition officielle de l’abbaye (1797) et la vente de ses biens comme biens nationaux. Les moines dispersés firent du service pastoral dans les Pays-Bas. L’église abbatiale fut démolie au début du XIXe siècle. Le mobilier et les œuvres d'art furent dispersés: les confessionnaux, de 1713, œuvres de Willem Kerrickx et de Michel Van der Voort, se trouvent aujourd'hui dans la cathédrale Notre-Dame d'Anvers.
Dans l’impossibilité de revenir à Hemiksem, les religieux acquirent les bâtiments de l’abbaye Saint-Bernard de Bornem (qui existe toujours) et y rétablirent la vie monastique en 1833.

### XIXeetXXesiècles
À partir de 1811, les bâtiments de l'abbaye servirent d’abord d'hôpital pour matelots, puis, à l’époque du royaume uni des Pays-Bas, de dépôt de céréales. En 1821, l’architecte anversois Pierre Bruno Bourla (en) entreprit de les convertir en prison correctionnelle, en y aménageant de grandes salles de détention ; on y comptait, à un certain moment, jusqu’à 1 554 hommes et 457 femmes, en plus de nombreux enfants. À partir de 1867, après que les salles de détention communes eurent été jugées inadéquates et remplacées par des cellules individuelles, le complexe fit office de dépôt militaire.
Au sortir de la Deuxième Guerre mondiale, l’abbaye fut utilisée comme camp d’internement pour collaborateurs. Entre 1948 et 1977, le bâtiment fut de nouveau mis à la disposition de l’armée, puis se trouva vacant à partir de 1977.

## AuXXIesiècle

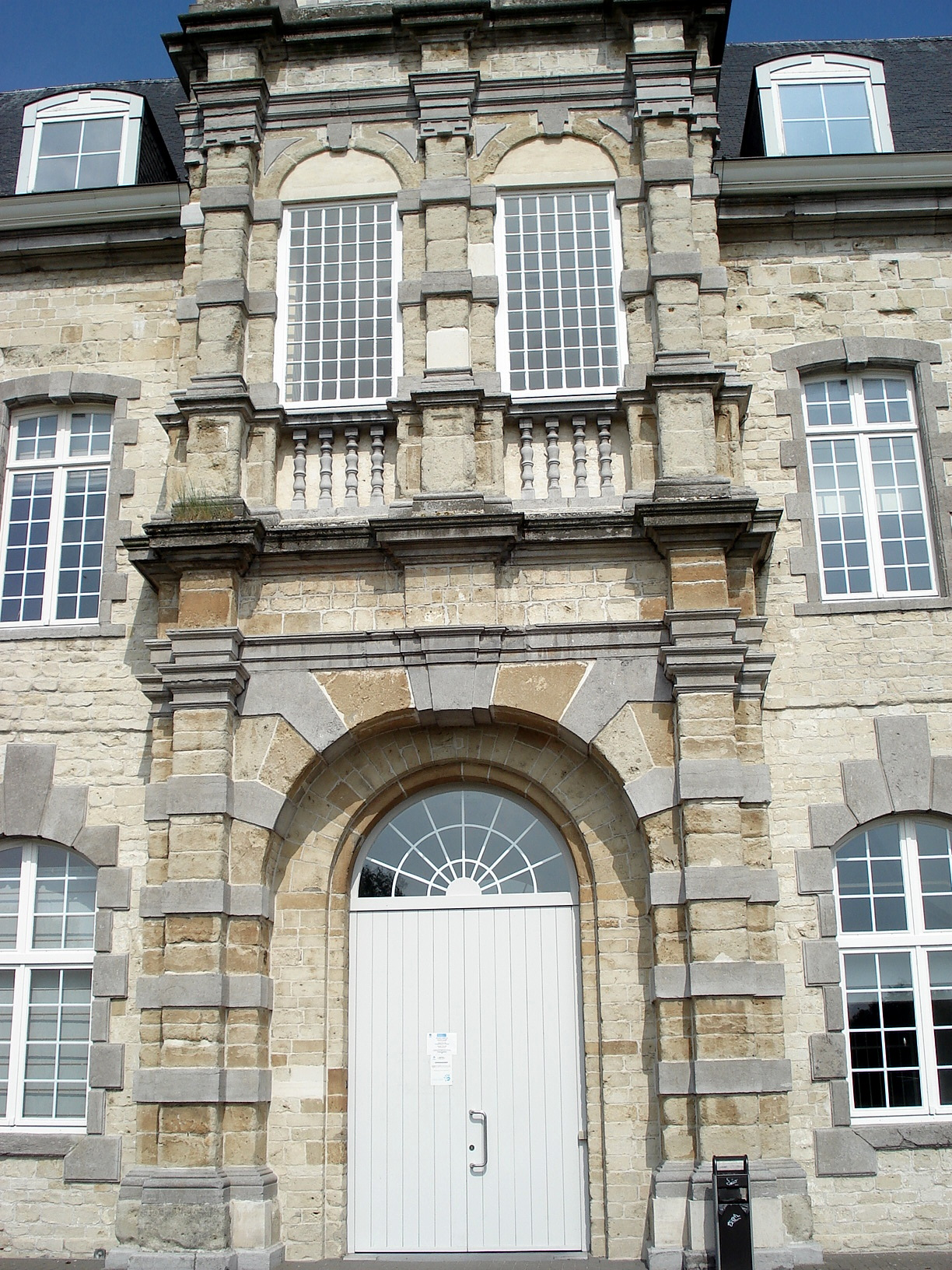
Façade occidentale : base de la tour.

Le complexe de bâtiments actuel n’est pas l’abbaye originelle érigée par les Cisterciens au XIIIe siècle, dont ne subsistent, de fait, que fort peu de choses. Dans le détail, sont encore visibles, la porte d'entrée, la cour intérieure, entourée de constructions, et la façade de 80 mètres de long faisant face à l'Escaut, et dont le milieu est occupé par une tour de 42 mètres de hauteur.
Déjà reconstruite en 1614, l’abbaye, devenue en 1672 la proie des flammes et en grande partie détruite, y compris sa bibliothèque et les nombreux objets d’art qu’elle possédait, dut être reconstruite une nouvelle fois en 1726; par conséquent, les bâtiments existants ne remontent pas au-delà des XVIIe et XVIIIe siècles. La chapelle qui occupait l'extrémité droite de la façade a été  démolie. L’aile ouest, impressionnante par sa façade baroque construite en briques et en grès, date du début du XVIIIe siècle et porte en son milieu une tour néoclassique haute de 42 m, couronnée d’une rotonde à colonnade avec coupole.
Classé comme 'monument historique' en 1973, l’édifice fut acquis par la commune de Hemiksem en 1988. Il héberge à présent, après restauration des ailes ouest et est, un centre administratif et des appartements pour personnes âgées. L’aile nord abrite le Heemkundig Museum Heymissen, soit musée d’histoire locale, où se conservent trouvailles archéologiques, intérieurs anciens et maquettes de l’abbaye. L’aile centrale héberge le Roelantsmuseum, musée consacré à la céramique et à la poterie, où sont exposés les panneaux céramiques, moules et machines de la ci-devant fabrique Gilliot. Les objets produits dans cette fabrique valurent au céramiste Joseph Roelants (1881-1962), en l’honneur de qui le musée a été nommé, une grande renommée tant en Belgique qu’à l’étranger.

## Liste des abbés
- Hugues, †1243.
- Gosuin Dryeman, †1248.
- Baudouin, †1254.
- Guillaume, †1259.

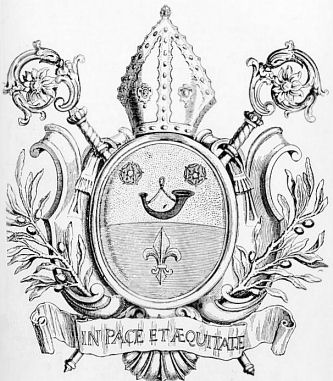
Armes de l'abbé Rubens.

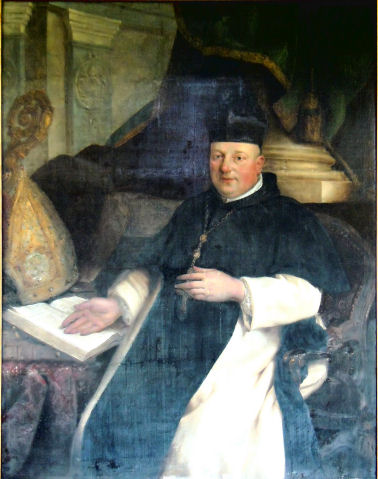
L'abbé Corneille Neefs (†1790).

- Arnulf de Ghistelles, semble avoir été abbé jusque 1267, puis prieur de 1267-1268 à 1270. Cette dernière année il devint abbé de Villers.
- Guillaume de Diepenbeek, †1276 (?).
- Henri de Melsbroeck, †1296.
- Jacques de Walhem, abbé jusqu'en 1303, †1308.-
- Raduard de Malines, abbé de 1303-1308, puis abbé de Villers.
- Henri de Pulle, †1311.
- Raduard de Malines (pour la seconde fois), †1311.
- Jean de Maire, 1311-1315, abbé de Villers, †1317
- Guillaume Speliaert, abbé en 1319.
- Jean de Steenberghe (?).
- Henri Banaert, abbé en 1331.
- Gosuin Rym, doit abdiquer avant sa mort, qui se situe en 1353.
- Guillaume de Mortere doit abdiquer en 1355 ou 1360, †1376.
- Jean de Wesele, cité en 1369 et †1397.
- Jordan d'Aerschot, †1390.
- Jean de Turnhout, †1397.
- Pierre de Santvliet, cité en 1415, doit abdiquer, †1426.
- Pierre de Gorichem, †1431.
- Pierre de Bréda, †1453.
- Gérard de Donck ou Dunis abdique 1468, †1473.
- Martin Blyleven, †1498.
- Rombaut d'Eppeghem, †1504.
- Jean Gros ou Guillaume, †1506 (?).
- Pierre Cops ou Coels, †1518.
- Marc Cruyt, ou Pierre (?), †1536.
- Jacques van der Meeren, †1559.
- Thomas van Thielt, abbé non reconnu par le pape, apostasie, †1568.
- François Sonnius, évêque d'Anvers et premier abbé commendataire de Lieu-Saint-Bernard, fit prendre possession de l'abbaye en son nom en 1570, †1576.
- Jean van der Noot, élu en 1578 pendant la vacance du siège d'Anvers et la suppression de l'évêché par les États généraux. À partir de 1585, il ne garde que le temporel; le spirituel fut confié à Ambroise van den Driesche.
- Laevinus Torrentius (Liévin van der Beken) (évêque d'Anvers) (1586 - 1595)
- Guillaume de Berghes (évêque d'Anvers) (1597 - 1601)
- Jean Miraeus (Le Mire) (évêque d'Anvers) (1603 - 1611)
- Malderus (Jean van Malderen) (évêque d'Anvers) (1611 - 1633)
- Nemius (Gaspard du Bois), (évêque d'Anvers) (1634 - 1651). À partir de 1649, l'abbaye est séparée de l'évêché.
- Jean van Heymissen, †1678.
- Antoine van Spanoghe, †1716.
- Corneille Adriaenssens, †1721.
- Gérard Rubens, †1736.
- Jean Bruyndonckx, †1780.
- Corneille Neefs, †1790.
- Raphaël Seghers, †1810.